# Polystigma melastomatum
Polystigma melastomatum är en svampart som beskrevs av Pat. 1891. Polystigma melastomatum ingår i släktet Polystigma och familjen Phyllachoraceae.   Inga underarter finns listade i Catalogue of Life.